# María Victoria de Noailles
María Victoria de Noailles (en francés: Marie Victoire Sophie de Noailles) (Palacio de Versalles, 6 de mayo de 1688-Hotel de Toulouse, 30 de septiembre de 1766) fue una dama noble francesa. Su segundo marido fue Luis Alejandro de Borbón, conde de Toulouse, hijo menor legitimado del rey Luis XIV de Francia y su amante, Madame de Montespan.

## Primeros años
María Victoria nació en el Palacio de Versalles, el 6 de mayo de 1688. Fue una de los veinte hijos del duque Anne-Jules de Noailles, segundo duque de Noailles, y de su esposa, la duquesa María Francisca de Bournonville.

## Matrimonios e hijos

### Primer matrimonio
En 1707, se casó con Luis de Pardaillan de Gondrin, cuyo padre, Luis Antoine de Pardaillan de Gondrin, era el hijo de Madame de Montespan. Así, mientras que su primer marido era el nieto de Madame de Montespan, el segundo, Luis Alejandro de Borbón, era hijo de Madame de Montespan con Luis XIV, tío de su primer marido, diez años más joven que su sobrino.
De su primer matrimonio, María Victoria tuvo dos hijos:
- Luis de Pardaillan de Gondrin (1707-1743), casado con Francisca Guillonne de Montmorency-Luxemburgo, con descendencia.
- Antonio Francisco de Pardaillan de Gondrin (1709-1741), marqués de Gondrin, murió soltero.

### Segundo matrimonio
María Victoria, ya viuda, se casó en una ceremonia secreta el 2 de febrero de 1723 con Luis Alejandro de Borbón, el hijo menor legitimado de Luis XIV y de Madame de Montespan. El matrimonio fue anunciado sólo después de la muerte del Regente Felipe II de Orleans en diciembre del mismo año. Después de dos años de matrimonio, dio a luz al único hijo de la pareja, el único heredero de su padre:
- Luis Juan María de Borbón (1725-1793), duque de Penthièvre, quien fue el fundador de la Casa de Borbón-Penthièvre.

## Últimos años y muerte
María Victoria tenía una muy buena relación con el joven rey Luis XV, que era el padrino de su hijo. Después de que su madre muriera cuando él tenía sólo dos años de edad, María Victoria actuó como una especie de madre adoptiva del joven y huérfano, Luis XV.
El 30 de septiembre de 1766, el María Victoria murió en el Hôtel de Toulouse, la casa urbana parisina comprada por su marido en 1713. Fue enterrada junto a su marido en la cripta familiar en la iglesia de la entonces aldea de Rambouillet.